# Reproduktionstechnik
Unter Reproduktionstechnik in der Druckvorstufe sind fotografische, fotomechanische und elektromechanische Verfahren zu verstehen, die sich mit der Aufbereitung von Bildvorlagen (Zeichnungen, Fotografien, Gemälde, Grafiken u. a.) befassen, die zur Herstellung von Druckformen für die verschiedenen Druckverfahren benötigt werden. Bei der Aufbereitung der Bildvorlagen sorgt die Reproduktionstechnik für die Umsetzung kontinuierlicher Tonwertläufe unterschiedlicher Helligkeiten in diskontinuierliche, binäre Druckelemente, die, je nach Druckverfahren, als autotypische Rasterpunkte (Hochdruck, Offsetdruck, Siebdruck) oder als konventionelle, halbautotypische oder vollautotypische Rasternäpfchen (Tiefdruck) bezeichnet werden. Im Unterschied zur Reproduktionsgrafik, zu der u. a. Holzstich, Kupferstich, Radierung, Stahlstich und Lithografie gehören, nutzt die fotografische und fotomechanische Reproduktionstechnik Reprokamera, Kontaktkopiergerät, lichtempfindliche Reprofilme oder direkt mit lichtempfindlicher Schicht versehene Stein- oder Metallplatten. Die Reprodutionsgrafik gehört zu den Verfahren der künstlerischen, manuellen Druckgrafik, bei der die Umsetzung der kontinuierlichen Tonwerte von Zeichnungen, Gemälden oder Fotografien, je nach Druckverfahren, manuell in Schraffuren, Lineaturen oder Punkten erfolgt.
Die seit der Mitte des 20. Jahrhunderts zum Einsatz kommenden elektromechanischen Verfahren der Reproduktionstechnik nutzen Geräte, welche die kontinuierlichen Tonwerte der Vorlage linienweise und punktuell mit Licht abtastet. Die abgetasteten Lichtsignale werden vom optoelektronischen Sensor, analog zur Stärke ihrer Intensität, in analoge elektrische Impulse gewandelt. Diese Impulse steuern bei der Ausgabe eine Graviereinheit zur Gravur einer Druckform oder eine Lichtquelle zur Aufzeichnung auf einem lichtempfindlichen Filmmaterial. Für die Abtastung kommen seit Mitte des 20. Jahrhunderts Trommelscanner mit Abtast- und Aufzeichnungseinheit zum Einsatz, die entweder über Zwischenschaltung eines Kontaktrasters oder, ab den 70er Jahren, über eine elektronische Rechnereinheit mit Lasertechnik verfügen, um die Umsetzung der kontinuierlichen Tonwerte der Vorlage in die autotypischen Rasterpunkte technisch zu realisieren.
Mit der Digitalisierung der Printproduktion seit den 80er Jahren können die analogen elektrischen Abtastwerte vor ihrer Ausgabe in einen binären Code aus Dualzahlen in Pixel gewandelt und mittels Zwischenschaltung eines EBV-Systems (Elektronische Bildverarbeitung) auf Großrechnerbasis (Mainframe) digital gespeichert und unter Bildschirmkontrolle vor ihrer Ausgabe bearbeitet werden.
Mit dem Beginn der 90er Jahre haben Apple-Mac und PCs über die Zwischenschaltung eines RIPs (Rasterimage-Prozessor) in der digitalen Reproduktionstechnik nicht nur die Wandlung der digitalen Pixel in die autotypischen Rasterpunkte übernommen, sondern ermöglichen auch die gemeinsame Aufbereitung digitaler Grafik- und Textdaten. Seither spricht man vom Desktop-Publishing (DTP), bei dem die elektronische Reproduktionstechnik mit der Satztechnik und der Grafikerzeugung auf einem Apple-Mac oder Windows-PC mit Layout-, Bildbearbeitungs- und Grafikprogrammen zusammengewachsen sind.
In den vergangenen vierzig Jahren hat sich die Reproduktionstechnik schneller entwickelt als in den hundert Jahren davor. Wer in den 1950er Jahren in einem der begehrten und gut bezahlten Berufe als Schriftsetzer, Chemigraf oder Lithograf ausgebildet wurde, galt als Handwerker. Heute arbeiten dort Fachkräfte, vermehrt auch Frauen, mit besonderen Kenntnissen in der Bildverarbeitung. Der Ausbildungsberuf heißt Mediengestalter für Digital- und Printmedien.

## Übersicht über die Druckverfahren

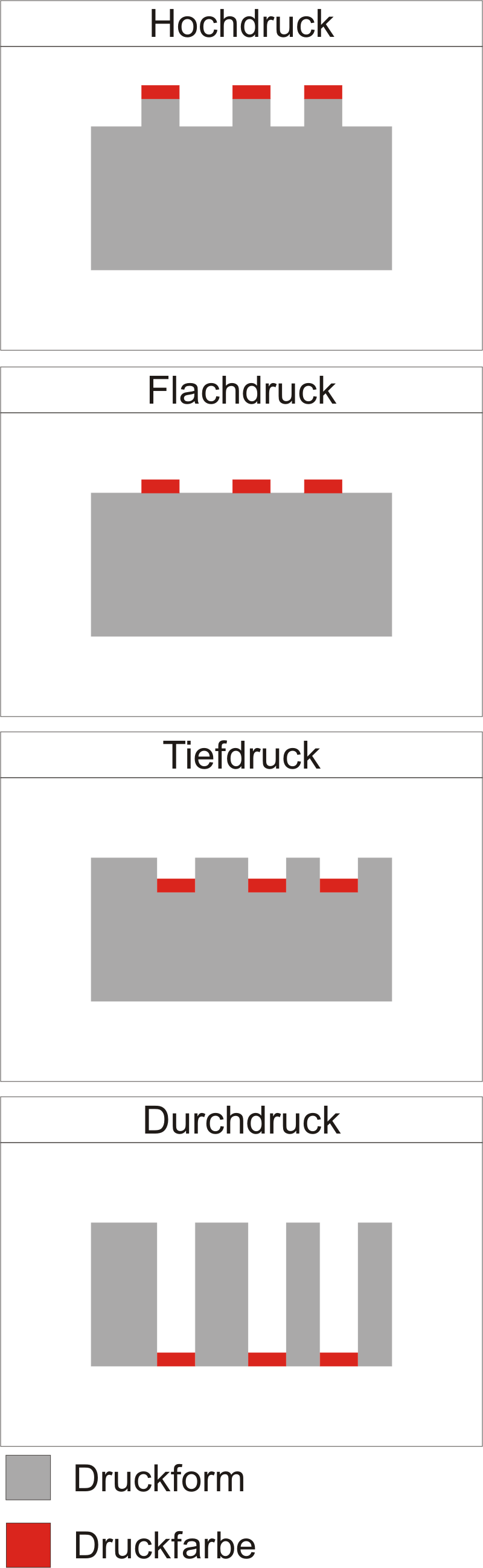
Schema der Hauptdruckverfahren nach DIN 16500

Heute werden laut DIN 16500 vier Hauptdruckverfahren unterschieden, nämlich je nach Art der Druckform in Hoch-, Tief-, Flach- und Durchdruck.
Bei den Hochdruckverfahren sind die druckenden Elemente in der Druckform erhaben und werden mit Druckfarbe eingefärbt, nichtdruckende Partien dagegen liegen vertieft. Das Einfärben der Druckform erfolgt mittels farbführender Walzen. Zum Hochdruck gehören Buchdruck, Flexodruck und Letterset-Druck.
Bei den Flachdruckverfahren liegen druckende und nichtdruckende Elemente in einer Ebene. Das Druckprinzip basiert hier auf dem chemischen Gegensatz von Fett und Wasser. Druckende Stellen der Druckform nehmen die fetthaltige Farbe an, während nichtdruckende Partien angefeuchtet werden und Farbe abstoßen. Zu den Flachdruckverfahren gehören Offsetdruck, Steindruck und Lichtdruck.
Die druckenden Bildelemente der Tiefdruckverfahren liegen vertieft und werden mit flüssiger Farbe gefüllt. Nichtdruckende Partien liegen leicht erhaben, so dass die Druckfarbe mit einem Rakel entfernt werden kann. Zu den Tiefdruckverfahren gehören der maschinelle Rollentiefdruck, aber auch der Stahl- und Kupferstich, sowie die Radierung.
Die Druckform bei Durchdruckverfahren ist für Farbe durchlässig, während nichtdruckende Partien abgedeckt werden. Die Druckfarbe tritt durch die Druckform hindurch auf den zu bedruckenden Stoff. Zu den Durchdruckverfahren gehören Siebdruck und Risografie.
Darüber hinaus gibt es die Digitaldruckverfahren wie Laserdrucker, Kopierer, Digitaldruckmaschinen oder Tintenstrahldrucker.

## Der Übergang von der Reproduktionsgrafik zur Reproduktionstechnik im Flachdruck

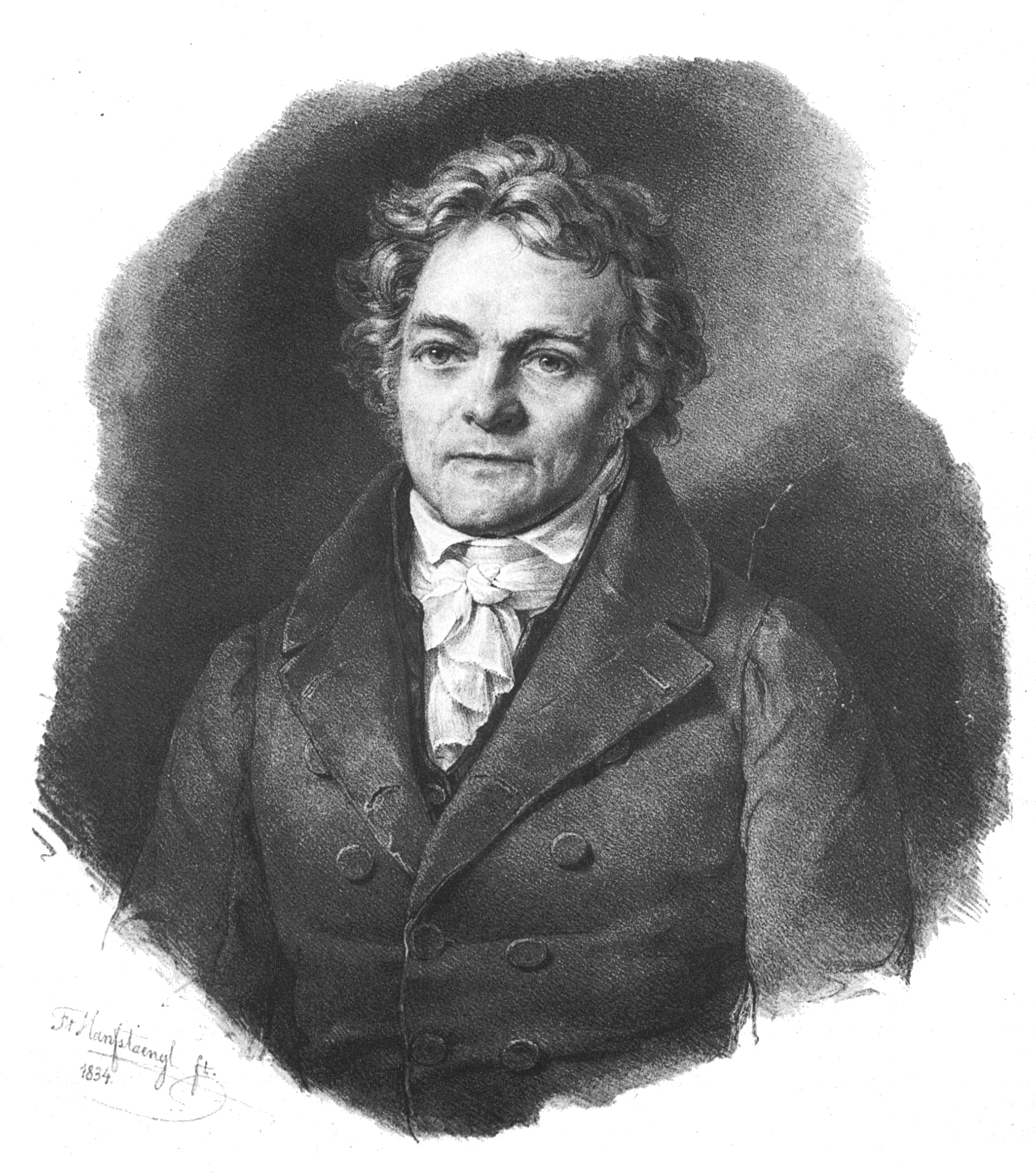
Friedrich Hanfstaengel: Alois Senefelder, Kreidelithographie, 1834

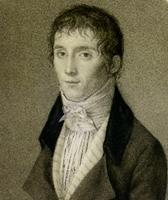
Joseph Nicéphore Niépce, Erfinder der Fotografie

Im Jahr 1798 erfand Alois Senefelder die Lithografie und den Steindruck, zwei bahnbrechende Entdeckungen, die dem Übergang von der Reproduktionsgrafik zur modernen Reproduktionstechnik den Weg ebneten. Die Druckform besteht beim Steindruck aus einem Kalksandstein aus Solnhofen, dessen ganz feine poröse Oberflächenbeschaffenheit in Verbindung mit Senefelders Erfindung, der lithografischen Tinte, die Rolle kleinster unregelmäßig verteilter Druckelemente übernehmen. Senefelder versuchte als erster, vorhandene gedruckte Kupferstiche erneut auf anderem Wege zu drucken, das heißt Druckgrafik zu reproduzieren. Mit der 1837 vom deutsch-französischen Lithografen Godefroy Engelmann entwickelten Chromolithografie war es später auch möglich, farbige Vorlagen, wenn auch in mühseliger Handarbeit, zu reproduzieren.
Eine parallel zur Lithografie verlaufende Entwicklung, die schließlich zur Erfindung der Fotografie führte, beschleunigte die Entwicklung von der manuellen Reproduktionsgrafik der Lithografie zur fotomechanischen Reproduktionstechnik. Im Jahre 1829 beschrieb Joseph Nicéphore Nièpce über seine durch Experimente erfundene Heliographie mit den Worten: „die in der Camera obscura eingefangenen Bilder durch die Einwirkung des Lichtes in Hell- und Dunkelwerte unmittelbar zu reproduzieren“.  Bereits 1826 gelang ihm die Kopie eines Kupferstichs mit dem Porträt des Kardinals Georges d’Amboise, das er nicht nur zu kopieren, sondern auch zu fixieren vermochte. Es handelt sich dabei um die erste fotomechanische Reproduktion. Zusammen mit Henry Fox Talbots ältestem Negativ und dem damit erfundenen Positiv/Negativverfahren waren die Voraussetzungen für den Übergang von der lithografischen Reproduktionsgrafik zur Reproduktionstechnik gegeben. Nach der Patentierung der Fotografie durch Louis Jacques Mandé Daguerre im Jahre 1839 entstanden zahlreiche Experimente zu Versuchen der Vervielfältigungsmöglichkeiten der Fotografie auf der Grundlage der Erfindungen von Joseph Nicéphore Nièpce und Henry Fox Talbot. Es entwickelten sich zahlreiche Edeldruckverfahren zur Vervielfältigung der Fotografie. 1862 äußerte Hermann Wilhelm Vogel in einem Bericht der Londoner Weltausstellung ungeachtet der Lobeshymnen auf die gute Qualität der Fotografie die Kritik: „Leider steht der hohe Preis der allgemeinen Verbreitung dieser schönen Blätter im Wege. Ich kann nicht umhin, hier den Wunsch vieler weniger bemittelten Kunstfreunde auszusprechen, dass das Institut von Albert kleinere Copien dieser Kunstwerke zu einem billigeren Preise liefern möge.“
Georg Meisenbach (1841–1912) erfand 1882 in München ein Verfahren für den Hochdruck, das er Autotypie nannte und mit dem fotografische Bilder von Zinkplatten gedruckt werden konnten. 1883 erschien das erste gerasterte Foto in einer deutschen Zeitung. Das war der Durchbruch der Reproduktionstechnik im Hochdruck.

### Chromolithografie (ca. 1840–1940)

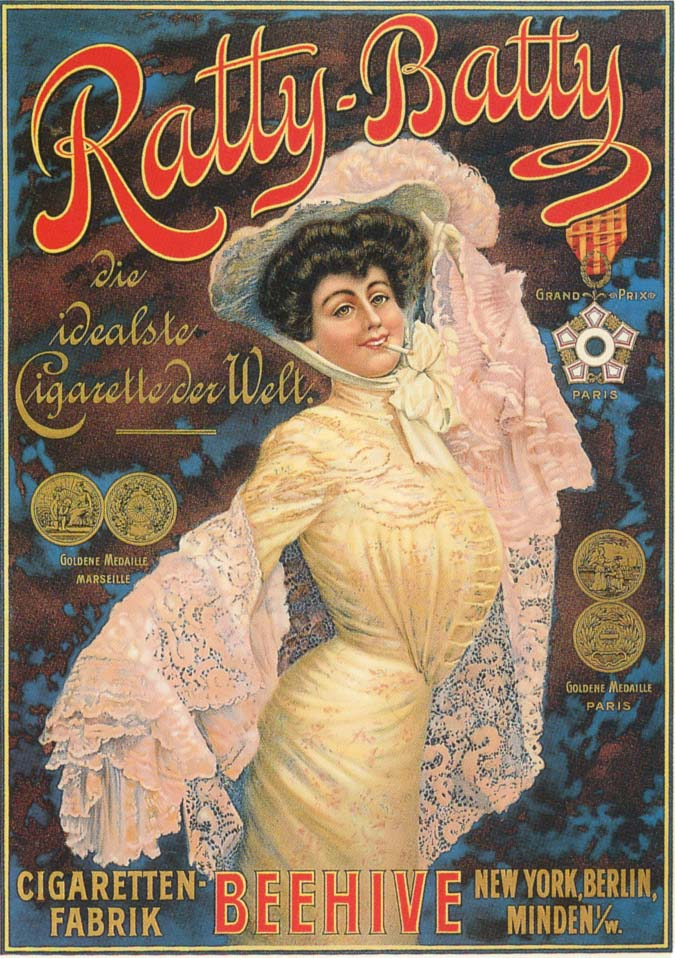
Zigarettenwerbung, Lithografie um 1910

1837 ließ sich der deutsch-französische Lithograf Godefroy Engelmann aus Mülhausen (Elsass) eine farbige Variante der Lithografie unter dem Namen Chromolithografie patentieren, die bis in die 1930er Jahre ein verbreitetes Verfahren für farbige Illustrationen hoher Qualität sein sollte. Aus bis zu 8, 12 und sogar 16 Farben bestehende Chromolithografien waren keine Seltenheit.
Als Vorlage oder Original bekam der Chromolithograf ein gemaltes Bild von einem Künstler oder Grafiker, von dem er eine Konturenzeichnung auf Stein herstellte, die mit feinen Linien die Umrisse und Farbunterschiede des Originals markierte. Diese Konturenplatte diente dem Lithografen als Anhalt für die genaue Ausarbeitung der vorgesehenen einzelnen Farben. Mit Einsatz des Umdruckverfahrens wurden danach Klatsch genannte Kopien der Konturenplatte auf eine Anzahl Steine erstellt, die der Zahl der vorgesehenen Farben entsprach. Ein Klatsch zeigte die Konturen nur andeutungsweise in einem hellen Farbton und verschwand später bei der Druckvorbereitung der fertigen Chromolithografie.
Eine 10-farbige Chromolithografie bestand aus 10 Farben, mit Punktiertechnik auf jedem Stein manuell und zusätzlich zum Text mittels Umdruck passgenau übertragen wurden. Nach Ausarbeitung der helleren Farben wurde mit dem Andruck begonnen. Mit Hilfe von dünnen Kreuzen, die Passmarken oder Passkreuze genannt wurden, konnte das zu druckende Motiv über alle Farben exakt und passgenau übereinander gedruckt werden. Nach dem Druck jeder Farbe prüfte der Chromolithograf den Fortschritt seiner Arbeit und bearbeitete danach die nächstdunklere Farbe. Texte zu den Abbildungen wurden auf besonderen Steinen von Schriftlithografen erstellt. Schließlich wurde der fertige Andruck dem Kunden vorgelegt, der seine Änderungswünsche äußern konnte. Beim Andruck entstand eine Farbskala, in der alle Druckfarben einzeln sichtbar waren, sowie der jeweilige Zusammendruck. Die Farbskala diente dem Drucker an der Steindruck-Schnellpresse als Anhalt für die Farbe und Farbführung. Nach erfolgter Kundenkorrektur war der Auftrag druckfertig. In der Schnellpresse konnte nun die Auflage gedruckt werden.
Mit der Fotolithografie findet zwischen 1890 und 1950 die Anwendung fotografisch erzeugter Autotypien und damit der Übergang von der manuellen Reproduktionsgrafik zur Reproduktionstechnik statt. Für die Zeiten vor der Erfindung des Offsetdrucks dominierte die Steinkopie und die Photolithographie. „Eine Steinkopie entsteht durch die Kopie eines Rasters- oder Strichnegativs bzw. Dias auf einem Lithographiestein.“